# Lizzy Ansingh
Lizzy Ansingh est une artiste peintre néerlandaise, née à Utrecht le 13 mars 1875, morte à Amsterdam le 14 décembre 1959.

## Biographie
Elle obtient en 1912 une mention honorable au Salon des artistes français. 

## Œuvres
- Le Péril jaune, tableau exposé au Salon des artistes vivants de 1912, Paris, n° 38 du catalogue. Cette œuvre, reproduite dans le catalogue illustré du salon, montre une paisible réunion de poupées dominée par la présence d'une poupée asiatique qui ne semble guère constituer un danger pour ses consœurs.